# یوخاری اوچ‌کوواخ
یوخاری اوچ‌کوواخ (به لاتین: Yukhary-Uchkovakh) یک منطقه مسکونی در جمهوری آذربایجان است که در شهرستان آق داش واقع شده است.